# 14438 MacLean
14438 MacLean este un asteroid din centura principală de asteroizi.

## Descriere
14438 MacLean este un asteroid din centura principală de asteroizi. A fost descoperit pe 27 aprilie 1992 la Kitt Peak National Observatory în cadrul proiectului Spacewatch. El prezintă o orbită caracterizată de o semiaxă mare de 2,91 ua, o excentricitate de 0,10 și o înclinație de 3,1° în raport cu ecliptica.